# Liga mistrů AFC 2010
Ročník 2010 Ligy mistrů AFC (anglicky AFC Champions League) byl 29. ročníkem klubové soutěže pro nejlepší asijské fotbalové týmy. Vítězem se stal tým Songnam FC, který tak postoupil na Mistrovství světa ve fotbale klubů 2010.

## Kvalifikace
Hrána jednozápasovým systémem od 30. ledna do 6. února.
| Tým #1                     | Výsledek                  | Tým #2                    |
| Západní Asie – semifinále  | Západní Asie – semifinále | Západní Asie – semifinále |
| -------------------------- | ------------------------- | ------------------------- |
| Al-Karama SC               | 0–1                       | Al-Wahda                  |
| Západní Asie – finále      |                           |                           |
| Al-Wahda                   | 5–2                       | Churchill Brothers        |
| Východní Asie – semifinále |                           |                           |
| Singapore Armed Forces     | 3–0                       | Sriwijaya                 |
| SHB Ðà Nẵng                | 0–3                       | Muangthong United         |
| Východní Asie – finále     |                           |                           |
| Singapore Armed Forces     | 0–0 (prodl.) (4–3pen.)    | Muangthong United         |

## Základní skupiny
Hrány od 23. února do 28. dubna.

### Skupina A
| Tým          | Z | V | R | P | VG | IG | +/− | B  |
| ------------ | - | - | - | - | -- | -- | --- | -- |
| Al-Gharafa   | 6 | 4 | 1 | 1 | 11 | 9  | +2  | 13 |
| Esteghlal FC | 6 | 3 | 2 | 1 | 9  | 5  | +4  | 11 |
| Al-Ahli      | 6 | 2 | 0 | 4 | 11 | 9  | +2  | 6  |
| Al-Jazira    | 6 | 1 | 1 | 4 | 6  | 14 | −8  | 4  |

|              | AHL | GHA  | JAZ | EST |
| ------------ | --- | ---- | --- | --- |
| Al-Ahli      |     | [0–1 | 5–1 | 1–2 |
| Al-Gharafa   | 3–2 |      | 4–2 | 1–1 |
| Al-Jazira    | 0–2 | 1–2  |     | 2–1 |
| Esteghlal FC | 2–1 | 3–0  | 0–0 |     |

### Skupina B
| Tým           | Z | V | R | P | VG | IG | +/− | B  |
| ------------- | - | - | - | - | -- | -- | --- | -- |
| Zob Ahan      | 6 | 4 | 1 | 1 | 8  | 3  | +5  | 13 |
| PFK Bunjodkor | 6 | 3 | 1 | 2 | 10 | 7  | +3  | 10 |
| Al-Ittihad    | 6 | 2 | 2 | 2 | 9  | 7  | +2  | 8  |
| Al-Wahda      | 6 | 1 | 0 | 5 | 3  | 13 | −10 | 3  |

|               | ITT | WAH | BUN | ZOB |
| ------------- | --- | --- | --- | --- |
| Al-Ittihad    |     | 4–0 | 1–1 | 2–2 |
| Al-Wahda      | 0–2 |     | 1–2 | 1–0 |
| PFK Bunjodkor | 3–0 | 4–1 |     | 0–1 |
| Zob Ahan      | 1–0 | 1–0 | 3–0 |     |

### Skupina C
| Tým        | Z | V | R | P | VG | IG | +/− | B  |
| ---------- | - | - | - | - | -- | -- | --- | -- |
| Ash-Shabab | 6 | 3 | 1 | 2 | 10 | 8  | +2  | 10 |
| Pachtakor  | 6 | 3 | 0 | 3 | 8  | 10 | −2  | 9  |
| Sepahan FC | 6 | 2 | 2 | 2 | 5  | 5  | 0   | 8  |
| Al Ajn FC  | 6 | 2 | 1 | 3 | 8  | 8  | 0   | 7  |

|            | AIN | SHB | PAK | SEP |
| ---------- | --- | --- | --- | --- |
| Al Ajn FC  |     | 2–1 | 0–1 | 2–0 |
| Ash-Shabab | 3–2 |     | 2–1 | 1–1 |
| Pachtakor  | 3–2 | 1–3 |     | 2–1 |
| Sepahan FC | 0–0 | 1–0 | 2–0 |     |

### Skupina D
| Tým         | Z | V | R | P | VG | IG | +/− | B  |
| ----------- | - | - | - | - | -- | -- | --- | -- |
| Al Hilal FC | 6 | 3 | 2 | 1 | 11 | 7  | +4  | 11 |
| Mes Kerman  | 6 | 3 | 0 | 3 | 13 | 13 | 0   | 9  |
| Al-Sadd SC  | 6 | 2 | 2 | 2 | 12 | 9  | +3  | 8  |
| Al-Ahli     | 6 | 1 | 2 | 3 | 9  | 16 | −7  | 5  |

|             | AHL | HIL | SAD | MES |
| ----------- | --- | --- | --- | --- |
| Al-Ahli     |     | 2–3 | 0–5 | 2–1 |
| Al Hilal FC | 1–1 |     | 0–0 | 3–1 |
| Al-Sadd SC  | 2–2 | 0–3 |     | 4–1 |
| Mes Kerman  | 4–2 | 3–1 | 3–1 |     |

### Skupina E
| Tým               | Z | V | R | P | VG | IG | +/− | B  |
| ----------------- | - | - | - | - | -- | -- | --- | -- |
| Songnam FC        | 6 | 5 | 0 | 1 | 11 | 6  | +5  | 15 |
| Beijing Guoan     | 6 | 3 | 1 | 2 | 7  | 5  | +2  | 10 |
| Kawasaki Frontale | 6 | 2 | 0 | 4 | 8  | 8  | 0   | 6  |
| Melbourne Victory | 6 | 1 | 1 | 4 | 3  | 10 | −7  | 4  |

|                   | BEI | KAW | MEL | SEO |
| ----------------- | --- | --- | --- | --- |
| Beijing Guoan     |     | 2–0 | 1–0 | 0–1 |
| Kawasaki Frontale | 1–3 |     | 4–0 | 3–0 |
| Melbourne Victory | 0–0 | 1–0 |     | 0–2 |
| Songnam FC        | 3–1 | 2–0 | 3–2 |     |

### Skupina F
| Tým                    | Z | V | R | P | VG | IG | +/− | B  |
| ---------------------- | - | - | - | - | -- | -- | --- | -- |
| Kašima Antlers         | 6 | 6 | 0 | 0 | 14 | 3  | +11 | 18 |
| Jeonbuk Hyundai Motors | 6 | 4 | 0 | 2 | 17 | 6  | +11 | 12 |
| Čchang-čchun Ja-tchaj  | 6 | 1 | 0 | 5 | 10 | 7  | +3  | 3  |
| Persipura Jayapura     | 6 | 1 | 0 | 5 | 4  | 29 | −25 | 3  |

|                        | CHA | JEO | KAS | JAY |
| ---------------------- | --- | --- | --- | --- |
| Čchang-čchun Ja-tchaj  |     | 1–2 | 0–1 | 9–0 |
| Jeonbuk Hyundai Motors | 1–0 |     | 1–2 | 8–0 |
| Kašima Antlers         | 1–0 | 2–1 |     | 5–0 |
| Persipura Jayapura     | 2–0 | 1–4 | 1–3 |     |

### Skupina G
| Tým                    | Z | V | R | P | VG | IG | +/− | B  |
| ---------------------- | - | - | - | - | -- | -- | --- | -- |
| Suwon Bluewings        | 6 | 4 | 1 | 1 | 13 | 4  | +9  | 13 |
| Gamba Ósaka            | 6 | 3 | 3 | 0 | 11 | 5  | +6  | 12 |
| Singapore Armed Forces | 6 | 1 | 1 | 4 | 6  | 16 | −10 | 4  |
| Henan Construction     | 6 | 0 | 3 | 3 | 3  | 8  | −5  | 3  |

|                        | OSA | HEN | SAF | SUW |
| ---------------------- | --- | --- | --- | --- |
| Gamba Ósaka            |     | 1–1 | 3–0 | 2–1 |
| Henan Construction     | 1–1 |     | 0–0 | 0–2 |
| Singapore Armed Forces | 2–4 | 2–1 |     | 0–2 |
| Suwon Bluewings        | 0–0 | 2–0 | 6–2 |     |

### Skupina H
| Tým                | Z | V | R | P | VG | IG | +/− | B  |
| ------------------ | - | - | - | - | -- | -- | --- | -- |
| Adelaide United FC | 6 | 3 | 1 | 2 | 6  | 4  | +2  | 10 |
| Pohang Steelers    | 6 | 3 | 1 | 2 | 8  | 7  | +1  | 10 |
| Sanfrecce Hirošima | 6 | 3 | 0 | 3 | 11 | 11 | 0   | 9  |
| Shandong Luneng    | 6 | 2 | 0 | 4 | 5  | 8  | −3  | 6  |

|                    | ADE | POH | HIR | SHA |
| ------------------ | --- | --- | --- | --- |
| Adelaide United FC |     | 1–0 | 3–2 | 0–1 |
| Pohang Steelers    | 0–0 |     | 2–1 | 1–0 |
| Sanfrecce Hirošima | 1–0 | 4–3 |     | 0–1 |
| Shandong Luneng    | 0–2 | 1–2 | 2–3 |     |

## Play off

### Osmifinále
Hráno na jeden zápas na hřišti lepšího týmu ze skupiny 11. a 12. května.
| Tým #1                  | Výsledek     | Tým #2                 |
| Západní Asie            | Západní Asie | Západní Asie           |
| ----------------------- | ------------ | ---------------------- |
| Al-Gharafa              | 1–0          | Pachtakor              |
| Al-Shabab               | 3–2          | Esteghlal              |
| Zob Ahan                | 1–0          | Mes Kerman             |
| Al Hilal FC             | 3–0          | PFK Bunjodkor          |
| Východní Asie           |              |                        |
| Songnam FC              | 3–0          | Gamba Ósaka            |
| Suwon Samsung Bluewings | 2–0          | Beijing Guoan          |
| Kašima Antlers          | 0–1          | Pohang Steelers        |
| Adelaide United         | 2–3 (prodl.) | Jeonbuk Hyundai Motors |

### Čtvrtfinále
První zápasy hrány 15., odvety 22. září.
| Domácí v 1. zápase     | Celkem | Hosté v 1. zápase       | 1. zápas | 2. zápas |
| ---------------------- | ------ | ----------------------- | -------- | -------- |
| Al Hilal FC            | 5–4    | Al-Gharafa              |          | 3–0      |
| Zob Ahan               | 3–2    | Pohang Steelers         | 2–1      | 1–1      |
| Jeonbuk Hyundai Motors | 1–2    | Ash-Shabab              | 0–2      | 1–0      |
| Songnam FC             | 4–3    | Suwon Samsung Bluewings | 4–1      | 0–2      |

### Semifinále
Úvodní zápasy 5. a 6. října, odvety 20. října.
| Domácí v 1. zápase | Celkem  | Hosté v 1. zápase | 1. zápas | 2. zápas |
| ------------------ | ------- | ----------------- | -------- | -------- |
| Ash-Shabab         | 4–4 (v) | Songnam FC        | 4–3      | 0–1      |
| Zob Ahan           | 2–0     | Al Hilal FC       | 1–0      | 1–0      |

### Finále
| 13. listopadu 2010 19:00 (UTC+9)            |        |                |                                                                              |
| Songnam FC                                  | 3 – 1  | Zob Ahan       | Olympijský stadion, Tokio diváci: 27 308 rozhodčí: Jujči Nišimura (Japonsko) |
| Saša 29' Cho Byung-Kuk 53' Kim Cheol-Ho 83' | Report | Khalatbari 67' | Olympijský stadion, Tokio diváci: 27 308 rozhodčí: Jujči Nišimura (Japonsko) |

| Liga mistrů AFC 2010 Songnam FC Druhý titul |